# Emile Pichoz
Emile Pichoz   (Lió, 28 de novembre de 1846 - París, 4 de març de 1886) fou un compositor francès del Romanticisme.
Residí a Lió, i en el Grand-Théâtre d'aquesta ciutat estrenà les obres següents: La pomme d'Eve, òpera còmica (1867); Le canotier ball d'espectacle, i Dans les gardes françaises, òpera còmica, gener de 1868. A més, és autor del poema musical Florentin, que tingué molt d'èxit.